# جورج غافني
جورج غافني (بالإنجليزية: George Gaffney)‏ هو عازف جاز وعازف بيانو أمريكي، ولد في 1941، وتوفي في 4 ديسمبر 2002.